# Els tres mosqueters (pel·lícula de 1921 de Niblo)

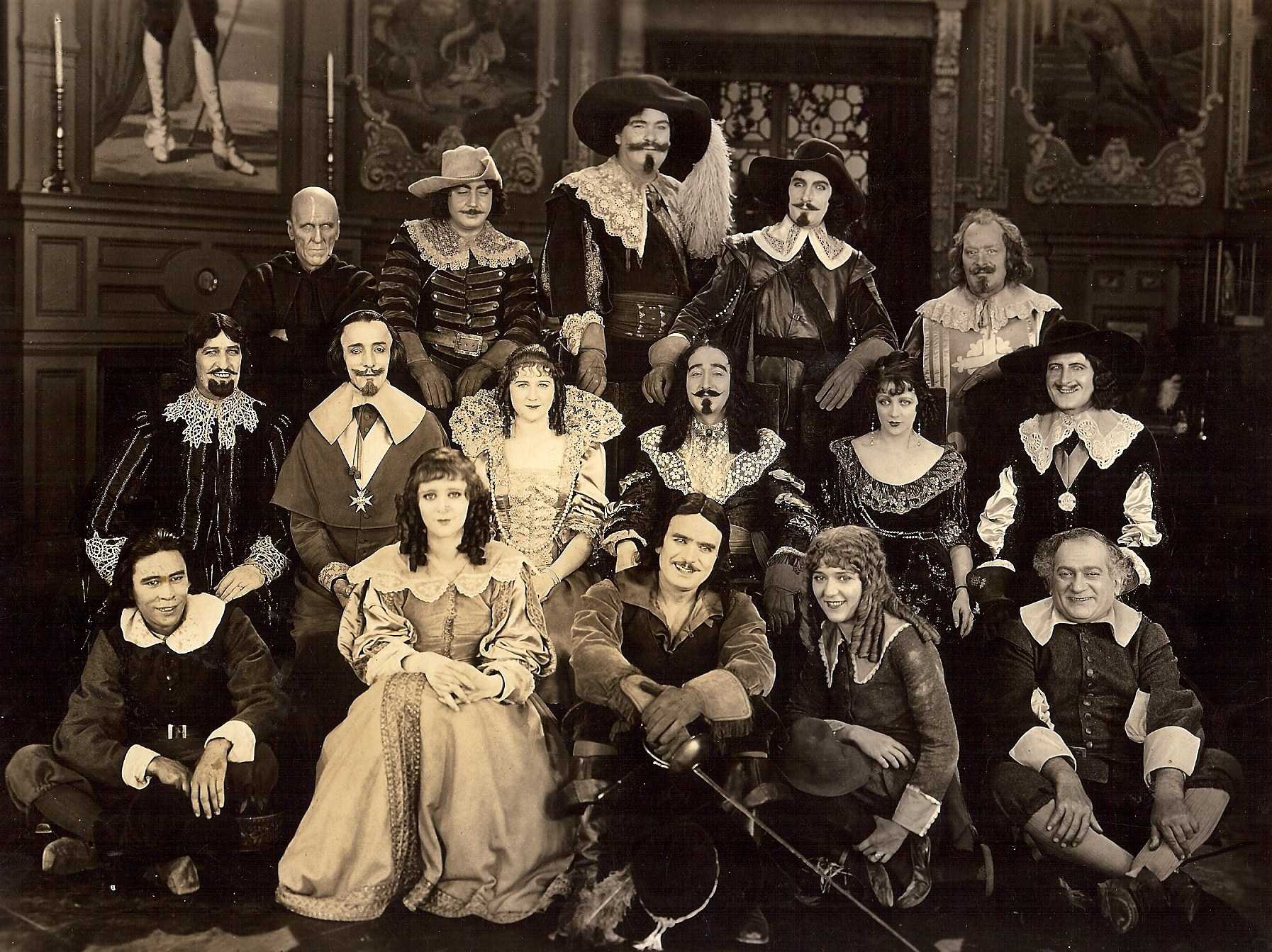
Foto publicitària de la pel·lícula amb tot el repartiment: Fila de baix: Charles Stevens, Marguerite De La Motte, Douglas Fairbanks, Mary Pickford (no formava part del repartiment) i Sidney Franklin. Fila del mig: Boyd Irwin, Nigel De Brulier, Mary MacLaren, Adolphe Menjou, Barbara La Marr i Thomas Holding. Fila inferior: Lon Poff, Eugene Pallette, George Siegmann, Léon Bary i Willis Robards

Els tres mosqueters (títol original en anglès: The Three Musketeers) és una pel·lícula muda produïda i protagonitzada per Douglas Fairbanks i dirigida per Fred Niblo. Basada en la popular novel·la homònima d'Alexandre Dumas adaptada per Edward Knoblock, es va estrenar el 28 d'agost de 1921. Els intertítols han estat traduïts al català.

## Argument
L'intrigant cardenal Richelieu, primer ministre del rei Lluís XIII, intenta imposar la seva política amenaçant la reina, que està enamorada secretament del duc de Buckingham. De Gascunya arriba D'Artagnan per enrolar-se en els mosqueters del rei a la recerca d'aventures. Quan demostra la seva destresa amb l'espasa guanya el dret a formar-ne part i estableix una forta amistat amb Athos, Porthos i Aramis, els Tres Mosqueters. Després de moltes aventures, s'embarca en una perillosa missió a Anglaterra per recuperar un fermall de diamants, un regal del rei que la reina ha regalat a Buckingham com a mostra d'afecte. D'Artagnan el recupera i torna a temps per salvar la reina de la ira del rei, eliminar la conxorxa del cardenal i guanyar l'amor de Constance, modista de la reina. La pel·lícula obvia molts dels quadres de la novel·la com la mort de Constance i l'execució de Milady, el setge de La Rochelle o l'assassinat de Buckingham.

## Repartiment
- Douglas Fairbanks (d'Artagnan)
- Léon Bary (Athos)
- George Siegmann (Porthos)
- Eugene Pallette (Aramis)
- Boyd Irwin (Comte de Rochefort)
- Marguerite De La Motte (Constance Bonacieux)
- Barbara La Marr (Milady de Winter)
- Charles Stevens (Planchet)
- Adolphe Menjou (Lluís XIII de França)
- Nigel De Brulier (Cardenal Richelieu)
- Thomas Holding (duc Buckingham)
- Mary MacLaren (Anna d'Àustria)
- Willis Robards (capità de Treville)
- Sidney Franklin (Monsieur Bonacieux, oncle de Constance)
- Lon Poff (pare Joseph)
- Walt Whitman (pare de d'Artagnan)
- Charles Belcher (Bernajoux)
- Douglas Fairbanks, Jr.

## Producció
Fairbanks ja havia rodat The Mark of Zorro amb una certa ambientació d'època però aquesta és la primera pel·lícula històrica de l'actor i el paper de D’Artagnan esdevindria el paper de la seva carrera. Si com a Zorro portava un bigoti postís, com a d'Artagnan es va deixar el bigoti i ja no se’l va treure mai. La pel·lícula va costar un milió de dòlars, convertint-se en la producció més cara de Fairbanks fins aquell moment. Entre les despeses hi havia 150 vestits d'època que van costar uns100.000 dòlars. La pel·lícula va ser un èxit de crítica i públic. Fonts modernes apunten que tot i que la pel·lícula es ressent d'un ritme massa lent i d'una exposició massa prolongada de les intrigues de palau, aquests defectes es veuen contrarestats per les magnífiques seqüències d'acció de Fairbanks en les quals cavalca, lluita o escala tota mena de teulats portes i parets.